# Liste der Stolpersteine im Kölner Stadtteil Fühlingen
Die Liste der Stolpersteine im Kölner Stadtteil Fühlingen führt die vom Künstler Gunter Demnig verlegten Stolpersteine im Kölner Stadtteil Fühlingen auf.
Die Liste der Stolpersteine beruht auf den Daten und Recherchen des NS-Dokumentationszentrums der Stadt Köln, zum Teil ergänzt um Informationen und Anmerkungen aus Wikipedia-Artikeln und externen Quellen. Ziel des Kunstprojektes ist es, biografische Details zu den Personen, die ihren (letzten) freiwillig gewählten Wohnsitz in Köln hatten, zu dokumentieren, um damit ihr Andenken zu bewahren.
Anmerkung: Vielfach ist es jedoch nicht mehr möglich, eine lückenlose Darstellung ihres Lebens und ihres Leidensweges nachzuvollziehen. Insbesondere die Umstände ihres Todes können vielfach nicht mehr recherchiert werden. Offizielle Todesfallanzeigen aus den Ghettos, Haft-, Krankenanstalten sowie den Konzentrationslagern können oft Angaben enthalten, die die wahren Umstände des Todes verschleiern, werden aber unter der Beachtung dieses Umstandes mitdokumentiert.
| Bild                                                   | Name sowie Details zur Inschrift | Adresse                                                             | Zusätzliche Informationen |
| ------------------------------------------------------ | --- | ------------------------------------------------------------------- | --- |
| Stolperstein für Edward Margol (Neusser Landstraße 43) | Haus Fühlingen Neusser Landstr. 5 lebte Edward Margol (Jahrgang 1923) Verschleppt aus Polen Zwangsarbeiter Gehängt 15. Januar 1943 Alte Ziegelei | Neusser Landstr. 5 (Verlegestelle Neusser Landstraße 43) (Standort) | Der am 20. März 2013 verlegte Stolperstein erinnert an Edward Margol, geboren am 4. Mai 1923. Der polnische Zwangsarbeiter Edward Margol lebte zwei Jahre in der Neusser Landstraße 5 im Haus Fühlingen, einem Gutshaus von 1884. In der NS-Zeit war das Haus ein Schlaflager für Zwangsarbeiter. Edward Margol wurde vorgeworfen ein „Verhältnis“ zur minderjährigen Tochter des Gutsbesitzers Ernst Kolb zu unterhalten. Auf Denunziation des Vaters wird Edward Margol von der Gestapo verhaftet, die ihn ohne Gerichtsverhandlung am 15. Januar 1943 in einer alten Ziegelei in der Nähe des Hauses erhängt. Die Leiche wurde in das pathologische Institut der Medizinischen Fakultät der Universität Bonn gebracht und für medizinische Untersuchungen verwendet. Am 8. März 1944 wurden seine sterblichen Überreste beigesetzt. Die Villa Haus Fühlingen ist im Volksmund bekannt als „Spukhaus“. |

## Quelle
- NS-Dokumentationszentrum - Stolpersteine | Erinnerungsmale für die Opfer des Nationalsozialismus (Stadtteilliste Fühlingen)